# Anna-Maja Kazarian
Anna-Maja Kazarian (Heerenveen, 7 de enero de 2000) es una ajedrecista y streamer de Twitch neerlandesa que ostenta los títulos de Maestra FIDE (FM) y Maestra Internacional Femenina (WIM) por la Federación Internacional de Ajedrez. Fue campeona neerlandesa de ajedrez por Internet femenino en 2020 y también ha sido campeona europea juvenil femenina Sub-16. Su máxima puntuación ha sido de 2320, alcanzada en 2016. Ha representado a los Países Bajos en la Olimpiada de Ajedrez y en el Campeonato Europeo de Ajedrez por Equipos.
Comenzó a jugar al ajedrez a los seis años, después de que su abuelo le enseñara a jugar en Georgia, y empezó a competir un año más tarde. Tuvo éxito en los Campeonatos Europeos Juveniles de Ajedrez, quedando subcampeona en la categoría femenina sub-12 en 2012 y ganando la categoría femenina sub-16 en 2015, lo que también le valió su primera norma de Maestra Internacional Femenina (WIM).
Comenzó a retransmitir en Twitch a principios de 2020, centrándose en contenidos relacionados con el ajedrez. 

## Primeros años
Anna-Maja Kazarian nació el 7 de enero de 2000 en Heerenveen, al norte de los Países Bajos. Su familia es originaria de Tiflis, la capital de Georgia. Se interesó por primera vez en el ajedrez a los seis años, durante unas vacaciones de verano en Georgia. Su abuelo le enseñó varios juegos y Kazarian eligió el ajedrez como su favorito, por encima de las damas y el backgammon. Antes de abandonar Georgia, su familia buscó clases con un jugador local, Revaz Topuria, quien reconoció su talento para el juego. 
Cuando regresó a los Países Bajos, se unió al club de ajedrez de Sneek. Kazarian compitió en su primer torneo a los siete años en Waalwijk. A los 15 años, se mudó a La Haya. No ha tenido un entrenador profesional a largo plazo, sino que ha trabajado con su madre, que ha actuado como su entrenadora itinerante. Kazarian tuvo mucho éxito en los campeonatos juveniles y junior holandeses, ganando un total de 25 campeonatos nacionales en muchas divisiones diferentes. Ha calificado a Maaike Keetman, que desde entonces se ha convertido en Maestra FIDE (WFM), como su mayor rival en estas competiciones juveniles.

## Carrera

### 2010-2014: medalla de plata europea Sub-12
Los primeros torneos puntuables para la FIDE en los que participó Kazarian fueron campeonatos nacionales juveniles, continentales y mundiales en 2010 y 2011. Alcanzó una puntuación de 1700 por primera vez a los 11 años con una buena actuación en la categoría femenina Sub-20 del Campeonato Juvenil de Ajedrez de los Países Bajos de 2011. Terminó en tercer lugar empatada con una puntuación de 5/8 frente a oponentes mucho más fuertes con una puntuación media de 1891. Aprovechó ese éxito más adelante ese mismo año en la categoría Sub-12 del Campeonato Europeo Juvenil de Ajedrez en Albena, donde terminó en quinto lugar empatada con 6½/9.
A principios de 2012, superó la puntuación de 1800 tras terminar en tercer lugar en el grupo 3L de diez jugadores en el Torneo de Ajedrez Tata Steel. Sus otros mejores resultados de 2012 llegaron en la segunda mitad del año. En el Campeonato Europeo Juvenil de Ajedrez celebrado en Praga, mejoró su éxito del año anterior al ganar la medalla de plata en la categoría Sub-12. Terminó empatada en primer lugar con Anastasia Avramidou con 7½/9, pero acabó en segundo lugar debido a un desempate Sonneborn-Berger más débil. Además, había perdido su enfrentamiento directo en la penúltima ronda. No obstante, con este resultado, obtuvo el título de Maestra FIDE Femenina (WFM).
Kazarian también terminó entre las diez primeras en la misma categoría del Campeonato Mundial Juvenil de Ajedrez a finales de año. Obtuvo 8/11, lo que la situó en sexta posición de la clasificación general. Entre el Campeonato de Europa y el Mundial, también tuvo un buen rendimiento en el Unive Open 2012, de mucho mayor nivel. Como una de las siete competidoras de las 78 participantes con una puntuación inferior a 2000, obtuvo 4/9 contra oponentes con una puntuación media de 2138, lo que le valió 37 puntos de puntuación, su segundo mayor salto de puntuación del año, solo por detrás del torneo Tata Steel. Terminó 2012 con una puntuación de 1950.
Kazarian ascendió a las divisiones femeninas Sub-14 de los Campeonatos Europeos y Mundiales Juveniles en 2013. Terminó en quinto lugar como décima cabeza de serie en el primero y en undécimo lugar como duodécima cabeza de serie en el segundo. Después de jugar pocos eventos y mantener así una puntuación estable en 2013, Kazarian tuvo un 2014 más exitoso. Alcanzó una puntuación de 2000 por primera vez al ganar el grupo 3A de diez jugadores en el Torneo de Ajedrez Tata Steel. Obtuvo 7/9 puntos y ganó por un punto completo, lo que le valió 41 puntos de rating.
En julio, jugó por primera vez el Campeonato Neerlandés de Ajedrez Femenino a los 14 años. Como la competidora con el rating más bajo en la ronda de ocho jugadoras, terminó en último lugar con 2/7. No obstante, consiguió 23 puntos de rating debido a la gran diferencia de puntuación entre ella y el resto de participantes. La mejor actuación de Kazarian en el resto del año tuvo lugar en el Abierto de Holanda. Frente a oponentes con una puntuación media de 2259, obtuvo 4/9, incluyendo tres victorias consecutivas en las primeras rondas. Como resultado, ganó 81 puntos de rating hasta alcanzar los 2129, su mejor marca hasta ese momento y la más alta del año. Sin embargo, para terminar el año, no le fue bien en el Campeonato Europeo Juvenil. Aunque obtuvo 6/9, perdió contra dos oponentes con un rating mucho más bajo, lo que le hizo bajar 46 puntos de rating hasta los 2062.

### 2015-2016: títulos FM y WIM, campeona europea Sub-16
Kazarian tuvo uno de los mejores años de su carrera en 2015, ganando más de 200 puntos de rating en total y obteniendo dos normas para el título de Maestra Internacional Femenina (WIM) a finales de año. Aunque era la segunda jugadora con menor puntuación del grupo 2B en el Torneo de Ajedrez Tata Steel, consiguió una puntuación igualada de 4½/9 y derrotó a las jugadoras con la segunda y tercera puntuación más alta del grupo. En mayo, Kazarian ganó el campeonato nacional juvenil femenino Sub-20 con una puntuación perfecta de 9/9, lo que le ayudó a volver a alcanzar una puntuación de 2100.
En su segunda participación en el Campeonato de Ajedrez Femenino de Holanda, le fue mucho mejor que el año anterior y terminó con 4½/7. A diferencia de 2014, cuando no consiguió ninguna victoria, ganó cuatro partidas, incluidas una contra Bianca de Jong-Muhren, gran maestra femenina (WGM) con una puntuación de 2329, y otra contra Tea Lanchava, maestra internacional (IM) y antigua campeona con una puntuación de 2261. Con este resultado, ganó 89 puntos de rating.
Con una puntuación mucho más alta, Kazarian entró en la división femenina Sub-16 del Campeonato Europeo Juvenil de Ajedrez 2015 en Poreč (Croacia), como segunda cabeza de serie, solo por detrás de la griega Stavroula Tsolakidou, una WIM con una puntuación de 2279. Ganó la medalla de oro, terminando en primera posición con 7½/9. Durante el torneo, derrotó a Tsolakidou, así como a las medallistas de plata y bronce. En total, acumuló una puntuación de 2359, suficiente para su primera norma WIM.
Tras ganar la liga holandesa por equipos al año siguiente, Kazarian se convirtió en Maestra FIDE (FM) gracias a que su puntuación no publicada superó el umbral de 2300 necesario para optar al título. Sin embargo, no alcanzó una puntuación publicada de 2300 hasta el año siguiente, como resultado de perder un partido de seis partidas contra Sopiko Guramishvili, una WGM georgiana con una puntuación más alta, de forma desigual ½–5½. Kazarian cerró el año con una segunda norma WIM en el Campeonato Europeo de Ajedrez por Equipos.
Kazarian alcanzó la mejor puntuación de su carrera, 2320, en abril de 2016, tras su buen rendimiento en el Abierto de Reikiavik, uno de los torneos abiertos más importantes del mundo, y en el prestigioso Abierto de Ajedrez Grenke. En concreto, obtuvo 6½/10 en Reikiavik, destacando su victoria contra Björn Thorfinnsson, un maestro internacional islandés con una puntuación de 2410. Desde ese momento álgido, la puntuación de Kazarian ha descendido de forma constante.
A mediados de año, obtuvo puntuaciones iguales tanto en el campeonato nacional juvenil Sub-20 como en el campeonato nacional femenino general, con un rendimiento inferior al esperado en ambos casos según su puntuación. No obstante, terminó el año con fuerza, destacando la consecución de su tercera y última norma WIM en la Olimpiada de Bakú de 2016. En 2017 se le concedió oficialmente el título de WIM. Kazarian también estuvo en la pugna por ganar la división Sub-16 del Campeonato Mundial Juvenil de Ajedrez en Khanty-Mansiysk. Llegó a la última ronda empatada en primera posición con Aakanksha Hagawane con 8/10, pero perdió su última partida contra Mobina Alinasab, mientras que Aakanksha consiguió ganar. Como resultado, Kazarian terminó en cuarta posición.

### 2017-presente: campeona nacional de Internet, primera norma WGM

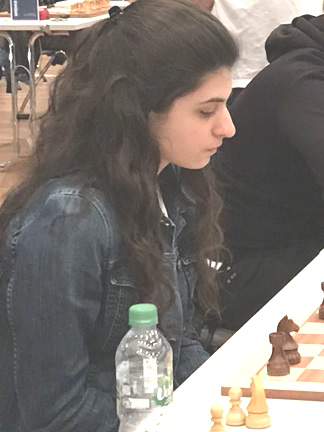
Kazarian en 2019.

Durante los dos años siguientes, hasta principios de 2019, Kazarian mantuvo una puntuación de alrededor de 2200, antes de caer por debajo de 2100 a finales de 2019. En el Campeonato Neerlandés de Ajedrez Femenino de 2017, derrotó a Peng Zhaoqin en la última ronda, su primera victoria contra una gran maestra (GM). Su peor actuación de 2017 se produjo en el Maccabia International IM-B, donde su puntuación cayó de mediados de los 2200 a menos de 2200.
Kazarian consiguió volver a una puntuación de 2200 con resultados más positivos en la segunda mitad de 2018 en el Torneo de Ajedrez de Leiden, en los Países Bajos, y en el Abierto de Brasschaat, en Bélgica, con una puntuación de 5/9 y 6½/9, lo que le supuso una ganancia combinada de 53 puntos. Empató con tres jugadores con una puntuación superior a 2500, todos ellos con el título de gran maestro, al comienzo del torneo de Leiden. No obstante, en diciembre de 2019 su puntuación cayó a 2096, debido principalmente a sus resultados en el Kragero Resort Chess Title de Noruega y en el Dutch Open de ese año.
Kazarian no participó en otro torneo puntuable para la FIDE hasta agosto de 2021, ya que se celebraron pocos torneos debido a la pandemia de COVID-19. No obstante, durante la pandemia, Kazarian participó en el primer Campeonato Holandés Femenino de Ajedrez por Internet en noviembre de 2020, que se disputó con un control de tiempo blitz de 3+3. En el torneo participaron ocho jugadoras, seis de las cuales se clasificaron gracias a su puntuación FIDE y dos que ganaron las pruebas de clasificación, concretamente Kazarian y Machteld van Foreest. 
A pesar de ser la jugadora con la puntuación más baja del torneo, Kazarian ganó el torneo, en el que participaron varias ex campeonas holandesas, entre ellas Peng Zhaoqin y Anne Haast. El torneo se disputó en un formato de eliminatoria a tres rondas y las siete partidas fueron ganadas por la jugadora con la puntuación más baja. Kazarian derrotó a Nargiz Umudova y Marlies Bensdorp-De Labaca en las dos primeras rondas. En la final, en la que se enfrentaron las dos clasificadas, Kazarian derrotó a van Foreest por 5-2 y se alzó con el título.
En el Campeonato Mundial de Ajedrez Blitz 2023, Kazarian fue multada con 100 euros y recibió una tarjeta amarilla por llevar zapatos que se consideraron incompatibles con el código de vestimenta de la FIDE.

## Representación nacional

### Olimpiada de ajedrez
Kazarian representó a los Países Bajos en las Olimpiadas de ajedrez femenino que se celebraron en Bakú (Azerbaiyán), en 2016. Jugó en el cuarto tablero, detrás de Peng, Haast y Lanchava. Los Países Bajos quedaron en el puesto 21 de 134 equipos, con una puntuación de 14 puntos (+7–4=0). A nivel individual, Kazarian tuvo un buen rendimiento, con una puntuación de 5/10 y consiguiendo su última norma WIM. El 20 de julio de 2024, se confirmó su participación como miembro del equipo femenino neerlandés para la 45.ª Olimpiada de Ajedrez celebrada en Budapest (Hungría).

### Campeonato Europeo de Ajedrez por Equipos
También ha representado a los Países Bajos en dos Campeonatos Europeos de Ajedrez por Equipos, jugando en el tablero de reserva en ambas ocasiones. En 2015, en Reikiavik (Islandia), jugó detrás de Peng, Haast, de Jong-Muhren y Lanchava. El equipo terminó en el puesto 15 de 30 equipos, con una puntuación de 9 puntos (+4–4=1). Aunque Kazarian era la reserva, tuvo la oportunidad de jugar ocho partidas, la segunda con más partidas del equipo. Tuvo una de las mejores actuaciones de su carrera, con una puntuación de 6/8 y ganando 34 puntos de rating. 
Con una puntuación de 2324, también obtuvo su segunda norma WIM y ganó la medalla de bronce como reserva, detrás de la WGM polaca Joanna Majdan-Gajewska y la WFM italiana Alessia Santeramo. En 2017, en Creta, Kazarian tuvo menos oportunidades de jugar, ya que los cuatro tableros estaban cubiertos por Peng, Haast, Lanchava e Iozefina Păuleţ. Obtuvo 2/5, ya que los Países Bajos lograron un resultado similar al de 2015, terminando de nuevo con 9 puntos (+4–4=1) y situándose en el puesto 14 de 32 equipos.

## Estilo de juego
Kazarian tiene una fuerte preferencia por jugar 1.e4 (la apertura de peón de rey) con las piezas blancas. Con las piezas negras, prefiere jugar la defensa francesa (1.e4 e6) contra 1.e4 o la eslava (1.d4 d5 2.c4 c6) contra 1.d4. Kazarian cree que el aspecto más fuerte de su juego es el ataque, que también es su parte favorita del juego.

## Vida personal
Kazarian tiene dos hermanas. Estudió inteligencia artificial en la Universidad Libre de Ámsterdam. Kazarian también tiene su propio canal de Twitch desde febrero de 2020, dedicado al ajedrez.
A finales de 2020, se unió a la Stichting ChessQueens (Fundación ChessQueens), una organización dirigida por muchas de las principales jugadoras de ajedrez de los Países Bajos con el objetivo de apoyar a las mejores jugadoras del país y, en general, fomentar la participación de las mujeres y niñas neerlandesas en el ajedrez.
A finales de 2022, Kazarian compitió en la versión neerlandesa de The Genius.